# Rågö, Raseborg
Rågö är en ö i Finland. Den ligger i Finska viken och i kommunen Raseborg i landskapet Nyland, i den södra delen av landet. Ön ligger omkring 70 kilometer väster om Helsingfors.
Öns area är 1,45 kvadratkilometer och dess största längd är 1,9 kilometer i öst-västlig riktning.